# Mougoutsi
Mougoutsi è un dipartimento della provincia di Nyanga, in Gabon, che ha come capoluogo Tchibanga.